# 미국통일상법전
미국통일상법전(美國統一商法典, Uniform Commercial Code: UCC) 미국의 상법은 주마다 고유한데 주간 상거래를 원활히 하기 위해 미국통일상법전 혹은 연방통일상법전을 1952년 미국법률협회와 통일주법전국위원회에서 공포하였다. 미국주중 유일하게 대륙법 체계를 따르는 루이지애나주를 제외한 모든 주와 워싱턴 특별구, 버진 아일랜드의 상법의 기본이 되고 있다. 미국통일상법전은 미국 계약법 분야에서의 대표적인 성문법이다. 미국통일상법전은 특정 상품에 대한 상법상 제약을 규율하는 제정법으로서 계약법에 대한 특별법으로서의 성격을 갖는다. 미국 로스쿨 1학년 기초과목인 계약법에서 다루어진다.

### 역사
미국은 보통법의 연방국가로 주별로 상이한 법체계를 가지고 있다. 19세기 후반 산업혁명으로 주간 상업교류가 활발해지면서 미국전체에 통일된 상법의 필요성이 대두되기 시작하였다. 뉴욕주에서 시작된 통일법전운동은 곧 지지를 얻어 1890년 이에 대한 논의가 시작되었고 주법통일위원회가 설치되었다. 이 위원회는 1895년 유통증권법 통일에 착수하여 통일유통증권법을 공포하였고 1897년에 4개 주에서 채택되었다. 1894년 통일매매법을 1906년 승인 공포하였으며 같은 해에 창고증권법, 1909년에 통일선하증권법을 공포하였다. 1940년 주법통일위원회는 통일상법전 제정을 제안하여 1945년 작업을 시작하였다.
통일상법전의 초안은 주법통일위원회와 미국법위원회의 공동위원회가 심의하여 양 위원회 총회에서 전원 토론을 거쳤고 변호사와 법학교수들이 초안을 작성, 심의위원회에서 실질, 형식, 용어 등에 대한 토론을 거쳤다. 1942년 법률이 입안되어 1952년 공표되었다.

## 주요내용
상법전 제 §2-105 (1) 및 (2)에서 상품의 정의는 다음과 같다.
"상품이란 특별히 주문제작된 것을 포함한 모든 유체의 동산중 교환의 매개수단으로 사용되는 금전과 투자증권 및 권리를 제외한 것이다.”

## 개요
| 번호 | 주제                                         | 내용                              |
| 1    | 총 칙                                        | 정의, 해석원칙                    |
| 2    | 매매                                         | 물건의 판매                       |
| 2A   | 리스                                         | 물건의 대여                       |
| 3    | 유통증권                                     | 화폐, 수표 및 증권                |
| 4    | 은행예금 및 추심                             | 은행예금및 추심절차               |
| 4A   | 자금이체                                     | 은행간 자금이체 방법              |
| 5    | 신용장                                       | 신용장을 사용한 거래              |
| 6    | 일괄 매매                                    | 자산 경매와 처분 혹은 매각        |
| 7    | 제7편 창고증권, 화물증권 및 그 외의 권원증서 | 증권의 보관                       |
| 8    | 투자증권                                     | 증권 금융투자도구및 기타 금융자산 |
| 9    | 담보부거래                                   | 담보부 거래                       |
| 10   | 시행일 및 폐지 법규                          | 시행일 및 폐지 법규               |
| 11   | 시행일 및 경과규정                           | 시행일 및 경과규정                |

## 같이 보기
- 미국의 계약법
- 상법
- 국제 물품 매매 계약에 관한 유엔 협약
- 인코텀스

## 참고 문헌
- 박정기, 윤광운 역, 《미국통일상법전 - Uniform Commercial Code(UCC)》, 법문사, 2006. (ISBN 89-18-01779-0) : 법전 전체를 한국어로 번역해 놓은 책이다.
- 엔싸이버 백과 - 미국통일상법전[깨진 링크(과거 내용 찾기)]
- 임홍근,《미국통일상법전》, 성균관법학 제5권 제1호, 389~449 1994.